# Накопление энергии

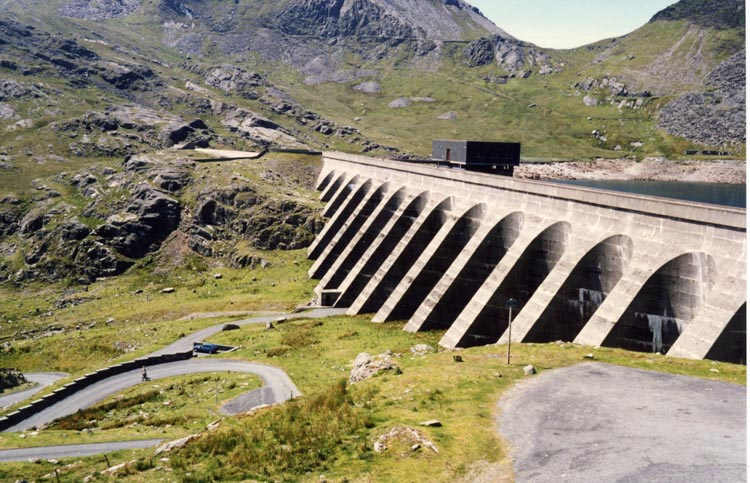
Гидроаккумулирующая электростанция в Великобритании

Накопление энергии — аккумуляция энергии для её использования в дальнейшем. Устройство, хранящее энергию, обычно называют аккумулятором или батареей.
Типичным примером устройства накопления энергии (энергонакопителя) является аккумуляторная батарея, в которой хранится химическая энергия, легко преобразуемая в электричество для работы мобильного телефона.
Накопители энергии делятся на три основные вида: 
- накопители электроэнергии (электрические аккумуляторы, ёмкостные и индуктивные накопители);
- накопители механической энергии (статической и динамической);
- накопители тепловой энергии (с фазовым переходом и без него).

## История

### Новейшая история
В двадцатом веке электричество вырабатывалось, прежде всего, за счет сжигания ископаемого топлива. Проблемы с транспортировкой энергии, загрязнением воздуха и глобальным потеплением привели к росту использования возобновляемых источников энергии — таких, как солнечная энергия и энергия ветра. Энергия ветра зависит от климатических условий и погоды. Солнечная энергия зависит от географического положения, облачного покрова. Она доступна только в дневное время, в то время, как спрос зачастую достигает пика после захода солнца. Интерес к накоплению энергии из этих источников растет, поскольку именно они в последнее время генерируют всё большую часть мирового энергопроизводства.
Использование электричества вне электросетей в XX веке было нишевым рынком, но в XXI веке оно значительно расширилось. Портативные устройства используются во всем мире. Солнечные батареи получают все более широкое распространение в сельской местности. Доступ к электричеству теперь является вопросом экономики, а не местоположения. Однако в энергоснабжении транспорта сжигание топлива по-прежнему преобладает.

## Методы

### Схема
См. также: Схема аккумулирования энергии
Следующий список включает виды аккумулирования энергии:
- Хранение ископаемого топлива
- Механическое
  - Технология накопления энергии сжатого воздуха (CAES) (Пневматический аккумулятор)
  - Бесто́почный парово́з
  - Супермаховик
  - Потенциальная энергия гравитации
  - Гидроаккумулятор
  - Гидроаккумулирующая электростанция
- Электрический, электромагнитный
  - Конденсатор
  - Суперконденсатор
  - Сверхпроводящий накопитель электрической энергии
  - (Сверхпроводящие магниты и сверхпроводящие катушки (H01F6))
- Биологический
  - Гликоген
  - Крахмал
- Электрохимический (Система накопления энергии Батареи, BESS)
  - проточная батарея
  - Аккумуляторная батарея
  - UltraBattery
- Тепловой
  - Тепловой аккумулятор
  - Криогенные системы хранения, Аккумулирование энергии жидкого воздуха (LAES)
  - Криогенный двигатель Дэрмана
  - Эвтектическая система
  - Кондиционер хранения льда
  - Соль в качестве накопителя энергии
  - Фазовый переход вещества
  - Сезонное хранение тепловой энергии
  - Солнечный водоем
  - Паровой аккумулятор
  - Хранение тепловой энергии (Общее)
- Химический
  - Биотопливо
  - Гидратированные соли
  - Хранение водорода
  - Пероксид водорода
  - Технология Power-to-Gas (P2G)
  - Оксид ванадия(V)

#### Механическое накопление
Энергия может сохраняться в воде, перекачиваемой на большую высоту с использованием накачки или путем перемещения твердого вещества в более высокие места (гравитационные батареи). Другие механические методы предполагают сжатие воздуха и маховиков, которые преобразуют электрическую энергию в кинетическую, а возвращая её, когда потребность в электричестве достигает пика.

#### Гидроэлектричество
Основная статья: Гидроэлектростанция
Гидроэлектростанции с водохранилищами могут эксплуатироваться для обеспечения электроэнергией в периоды пикового спроса. Вода хранится в резервуаре в периоды низкой потребности и высвобождается при высокой потребности. Эффект аналогичен накоплению с перекачкой, но без сопутствующих потерь.
Хотя гидроэлектростанция напрямую не накапливает энергию из других источников, она ведет себя эквивалентно, снижая выработку в период избытка электроэнергии, полученной из других источников. В этом режиме плотины являются одной из наиболее эффективных форм аккумулирования энергии, поскольку меняются только сроки её генерации. Гидроэлектрические турбины имеют время запуска порядка нескольких минут.

#### Гидроаккумулирующая электростанция
Во всем мире гидроаккумулирующая электростанция (ГАЭС) является наиболее крупной формой накопления энергии в больших масштабах. Энергетическая эффективность ГАЭС варьируется, на практике, от 70 % до 80 %.
В периоды низкой потребности в электроэнергии, избыточная генерирующая мощность используется для перекачки воды из более низкого резервуара в более высокий. Когда спрос растет, вода поступает обратно в нижний резервуар (или водный путь/водоем) через турбину, вырабатывающую электричество. Реверсивные турбогенераторные узлы действуют как насос и турбина (обычно это турбина Фрэнсиса). Почти все подобные сооружения используют перепад высот между двумя водоемами. Насосно-накопительные установки «в чистом виде» перемещают воду между резервуарами, в то время как подход с «откачкой» представляет собой комбинацию насосных хранилищ и обычных гидроэлектростанций, использующих естественное течение воды.

#### Технология накопления энергии сжатого воздуха
Пневматический аккумулятор использует избыточную энергию для сжатия воздуха для последующего производства электроэнергии. Сжатый воздух хранится в подземном резервуаре.
Пневматический аккумулятор может преодолеть разрыв между волатильностью производства и нагрузкой. Пневматический аккумулятор удовлетворяет потребности потребителей в энергии, эффективно обеспечивая доступную энергию для удовлетворения спроса. Возобновляемые источники энергии, такие как энергия ветра и солнца, имеют переменные ресурсы. В результате, добавление других видов энергии необходимо для удовлетворения спроса на энергию в периоды снижения доступности возобновляемых ресурсов. Установки для хранения энергии на сжатом воздухе способны аккумулировать избыточную энергию от возобновляемых источников энергии во время перепроизводства энергии. Эта накопленная энергия может быть использована, когда спрос на электроэнергию увеличивается или доступность энергетических ресурсов уменьшается.
Сжатие воздуха создает тепло: при сжатии воздух теплеет. Расширение, со своей стороны требует тепловой энергии. Если не добавлять дополнительной энергии, воздух после расширения будет намного холоднее. Если тепло, выделяемое во время сжатия, может аккумулироваться и использоваться во время расширения, эффективность значительно повышается.

#### Технология накопления энергии маховиком
Накопитель энергии маховика (FES) работает за счет ускорения ротора (маховика) до очень высокой скорости, аккумулируя энергию вращения. Когда энергия извлекается, скорость вращения маховика уменьшается; добавление энергии соответственно приводит к увеличению скорости маховика.
Большинство систем FES используют электричество для ускорения и замедления маховика, но рассматриваются и устройства, которые непосредственно используют механическую энергию.
Системы FES имеют роторы, изготовленные из высокопрочных углеродно-волокнистых композитов, подвешенных на магнитных подшипниках и вращающихся со скоростью от 20000 до более 50000 об/мин в вакуумном корпусе. Такие маховики могут достигать максимальной скорости («заряда») за считанные минуты. Система маховика соединена с комбинированным электродвигателем / генератором.
Системы FES имеют относительно долгий срок службы (длятся десятилетия, практически не требуя технического обслуживания; срок службы полного цикла, указанный для маховиков, варьируется от 10 5 до 10 7 циклов использования), высокая удельная энергия (100—130 Вт · ч/кг или 360—500 кДж/кг) и удельная мощность.

#### Накопление гравитационной потенциальной энергии твердых масс
Изменение высоты твердых масс может накапливать или выделять энергию через подъемную систему, приводимую в движение электродвигателем / генератором.
Методы включают использование рельсов и кранов для перемещения бетонных грузов вверх и вниз, использование высотных плавучих платформ на солнечных батареях, поддерживающих лебедки для подъёма и опускания твердых масс.

### Накопление тепловой энергии
Аккумулирование тепловой энергии (TES) — это временное хранение или отвод тепла.

#### Аккумулированная тепловая энергия
Аккумулирование тепла использует преимущества нагрева материала для накопления энергии.
Технологии сезонного накопления тепловой энергии (СНТЭ) позволяют использовать тепло или холод спустя месяцы после того, как оно было получено из природных источников или отходов. Аккумуляция может происходить в водоносных слоях, скоплениях скважин в геологических субстратах, таких как песок или кристаллические породы, в выстланных ямах, заполненных гравием и водой, или в заполненных водой шахтах. Технологии СНТЭ часто имеют срок окупаемости в диапазоне от четырёх до шести лет. Примером является сообщество солнечных батарей Drake Landing в Канаде, для которого 97 % круглогодичного тепла обеспечивается солнечно-тепловыми коллекторами на крышах гаражей, а скважинный накопитель тепловой энергии (СНТЭ) является поддерживающей технологией.
В Браструпе (Дания) система коммунального солнечного теплоснабжения, также использует СНТЭ при температуре хранения 65 °C (149 °F). Тепловой насос, который работает только при наличии избыточной энергии ветра в единой энергосети, используется для повышения температуры до 80 °C (176 °F) для распределения. Когда избыточного электричества, генерируемого ветром, нет, используется газовый котел. 20 % процентов тепла Браструпа имеют солнечное происхождение.

#### Скрытое накопление тепловой энергии
Скрытые тепловые системы накопления тепловой энергии работают с материалами с высокой скрытой теплоемкостью, известными как материалы с фазовым переходом (PCM). Основным преимуществом этих материалов является то, что их скрытая теплоемкость гораздо больше, чем ощутимое тепло. В определённом температурном диапазоне фазовый переход от твердого к жидкому поглощает большое количество тепловой энергии для последующего использования.
Скрытое накопление тепловой энергии представляет собой процесс, посредством которого энергия в форме тепла либо поглощается, либо выделяется во время фазового перехода материала (PCM). Изменение фазы — это плавление или затвердевание материала. Во время изменения фазы PCM обладает способностью поглощать большое количество энергии из-за высокой температуры плавления.

### Электрохимический

#### Аккумуляторная батарея
Аккумуляторная батарея содержит один или несколько электрохимических элементов. Аккумуляторы бывают разных форм и размеров, от кнопок до мегаваттных энергосистем.
Аккумуляторные батареи имеют более низкие общую стоимость использования и уровень воздействия на окружающую среду, чем неперезаряжаемые (одноразовые) батареи. Некоторые типы аккумуляторных батареек доступны в тех же форматах, что и одноразовые. Аккумуляторные имеют более высокую начальную стоимость, но их можно очень дёшево перезаряжать и использовать много раз.
Общие химические составы аккумуляторной батареи:
- Свинцово-кислотные аккумуляторы: свинцово-кислотные аккумуляторы занимают самую большую долю рынка аккумуляторов. В заряженном состоянии отрицательный электрод из металлического свинца и положительный электрод из сульфата свинца погружают в электролит с разбавленной серной кислотой (H 2 SO 4). В процессе разряда электроны выталкиваются из ячейки, так как на отрицательном электроде образуется сульфат свинца, а электролит восстанавливается до воды.
  - Технология свинцово-кислотных аккумуляторов получила широкое развитие. Эксплуатация требует минимального труда, его стоимость низкая. Доступная энергетическая ёмкость батареи подвержена быстрой разрядке, что приводит к малому сроку службы и низкой плотности энергии[16].
- Никель-кадмиевый батарея (NiCd): в качестве электродов используются гидроксид оксида никеля и металлический кадмий. Кадмий является токсичным элементом и был запрещен Европейским союзом в 2004 году для большинства видов использования. Никель-кадмиевые батареи были почти полностью заменены никель-металлогидридными (NiMH).
- Никель-металлогидридная батарея (NiMH): первые коммерческие образцы появились в 1989 году. Сейчас это обычный потребительский и промышленный товар. Батарея имеет для отрицательного электрода вместо кадмия водородопоглощающий сплав.
- Литий-ионная аккумуляторная батарея: выбор многих потребителей в сфере электронных устройств. Имеет одно из лучших соотношений энергии к массе и очень медленный саморазряд, когда он не используется.
- Литий-ионный полимерный аккумулятор: эти аккумуляторы имеют малый вес и могут быть изготовлены в любой форме.

#### Проточная батарея
Проточная батарея работает, пропуская раствор через мембрану, где происходит обмен ионов для зарядки / разрядки элемента. Напряжение тока химически определено уравнением Нернста, и на практике составляет от 1,0 до 2,2 В. Ёмкость накопителя зависит от объёма ёмкостей, в которых находится раствор.
Проточная батарея технически близка как топливному элементу, так и элементу электрохимического аккумулятора. Коммерческие приложения предназначены для длительного полупериода хранения, например, для резервного энергоснабжения.

#### Суперконденсатор
Основная статья: Суперконденсатор
Суперконденсаторы, также называемые электрическими двухслойными конденсаторами (EDLC) или ультраконденсаторами, являются общими терминами для семейства электрохимических конденсаторов, которые не имеют обычных твердых диэлектриков. Ёмкость определяется двумя параметрами аккумуляции: двухслойная емкость и псевдоёмкость.
Суперконденсаторы ликвидируют разрыв между обычными конденсаторами и аккумуляторными батареями. Они хранят наибольшее количество энергии на единицу объёма или массы (плотности энергии) среди конденсаторов. Они поддерживают до 10 000 фарад / 1,2 В, до 10 000 раз больше, чем у электролитических конденсаторов, но выдают или принимают менее половины мощности в единицу времени (плотность мощности).
В то время, как суперконденсаторы имеют удельную энергию и удельные плотности энергии примерно 10 % в сравнении с батареями, их плотность мощности обычно в 10-100 раз больше. Это приводит к гораздо более коротким циклам зарядки / разрядки. Кроме того, они будут выдерживать гораздо больше циклов зарядки и разрядки, чем батареи.
Суперконденсаторы поддерживают широкий спектр применений, включая:
- Низкий ток питания для резервного копирования памяти в статической оперативной памяти (SRAM)
- Питание для автомобилей, автобусов, поездов, кранов и лифтов, в том числе рекуперация энергии при торможении, кратковременное накопление энергии и подача питания в импульсном режиме

### Другие химические вещества

#### Технология Power-to-Gas (P2G)
Технология Power-to-Gas — это технология, которая преобразует электричество в газообразное топливо, к примеру, водород или метан. Известны три метода использования электричества для превращения воды в водород и кислород посредством электролиза.
При первом методе водород впрыскивается в сеть природного газа. Второй метод заключается в реакции водорода с диоксидом углерода для получения метана, с использованием реакции метанирования (такой, как реакция Сабатье) или биологического метанирования, что приводит к дополнительной потере преобразования энергии на 8 %. Затем метан можно подавать в природную газовую сеть. Третий метод использует выходной газ из генератора древесного газа или биогазовой установки после того, как модификатор биогаза смешан с водородом из электролизера, чтобы улучшить качество биогаза.

#### Водород
Основная статья: Хранение водорода
Водород тоже можно рассматривать как накопитель энергии: электричество в этом случае производится посредством водородного топливного элемента.
Для синтеза килограмма водорода требуется около 50 кВт⋅ч (180 МДж) солнечной энергии, поэтому стоимость электроэнергии является критически важной.
Подземное хранение водорода производится в подземных пещерах, соляных куполах и истощенных нефтяных и газовых месторождениях. Imperial Chemical Industries в течение многих лет хранит в подземных пещерах большие количества газообразного водорода без каких-либо проблем. Европейский проект Hyunder указал в 2013 году, что для аккумуляции энергии ветра и солнца с использованием подземного водорода потребует 85 пещер.

#### Метан
Основная статья: Синтетический природный газ
Метан — простейший углеводород с молекулярной формулой СН 4. Метан легче хранить и транспортировать, чем водород. Имеется полноценная инфраструктура его хранения и сжигания (трубопроводы, газометры, электростанции).
Синтетический природный газ (синтез-газ или SNG) может быть создан в многоступенчатом процессе, начиная с водорода и кислорода. Водород реагирует с диоксидом углерода в реакции Сабатье, производя метан и воду. Метан может храниться, а затем использоваться для производства электроэнергии. Полученная вода рециркулируется, уменьшая потребность во внешних её источниках. На стадии электролиза, кислород сохраняется для сжигания метана в чистой кислородной среде на соседней электростанции.
При сгорании метана образуются углекислый газ (CO2) и вода. Диоксид углерода может быть переработан для ускорения процесса Сабатье, а вода может быть переработана для дальнейшего электролиза. Производство метана, хранение и сгорание перерабатывают продукты реакции.

#### Биотопливо
Основная статья: Биотопливо
Ископаемое топливо могут заменять различные виды биотоплива, такие как биодизельное топливо, растительное масло, спиртовое топливо или биомасса. Химические процессы могут превращать углерод и водород (в составе угля, природного газа, растительной и животной биомассы и органических отходов), в простые углеводороды, подходящие в качестве замены для традиционных углеводородных видов топлива. Примерами являются дизельное топливо Фишера-Тропша, метанол, диметиловый эфир и синтез-газ. Этот источник дизельного топлива широко использовался во время Второй мировой войны в Германии, которая столкнулась с ограниченным доступом к поставкам сырой нефти. По тем же причинам Южная Африка производит большую часть дизельного топлива из угля.

#### Алюминий
Рядом исследователей в качестве энергонакопителя был предложен алюминий. Электрохимический эквивалент алюминия почти в четыре раза больше, чем у лития. Энергия может извлекаться из алюминия путем его взаимодействия с водой с образованием водорода. Однако для реакции с водой алюминий должен быть отделен от его естественного оксидного слоя. Это процесс, который требует измельчения, а также химических реакций с едкими веществами или сплавами. Побочным продуктом реакции с образованием водорода является оксид алюминия, который может быть переработан обратно в алюминий в рамках процесса Холла-Херулта, делая реакцию теоретически возобновляемой. Если процесс Холла-Херулта запускается с использованием солнечной или ветровой энергии, алюминий может использоваться для хранения энергии, причем у такого процесса эффективность более высока, чем при прямом солнечном электролизе.

#### Бор, кремний и цинк
В качестве альтернативных накопителей энергии рассматриваются также бор, кремний и цинк.

#### Другие химические вещества
Органическое соединение норборнадиен, в реакции превращения в квадрицикл, при воздействии света, сохраняет солнечную энергию, в форме энергии химических связей. Функционирующий образец был разработана в Швеции и позиционируется как молекулярная солнечная тепловая система.

### Электрические методы

#### Конденсатор
Основная статья: Электрический конденсатор
Конденсатор — это пассивный двухполюсный электрический компонент, используемый для электростатического накопления энергии. На практике конденсаторы сильно различаются, но все они содержат, по меньшей мере, два электрических проводника (пластины), разделенных диэлектриком (изолятором). Конденсатор может накапливать электрическую энергию, когда он отключен от своей зарядной цепи, поэтому его можно использовать как временную батарею или как другие виды перезаряжаемой системы накопления энергии. Конденсаторы обычно используются в электронных устройствах для поддержания питания при замене батарей (это предотвращает потерю информации в энергозависимой памяти). В среднем конденсаторы имеют плотность менее 360 джоулей на килограмм, в то время как у обычной щелочной батареи этот параметр составляет порядка 590 кДж / кг.
Конденсаторы накапливают энергию в электростатическом поле между пластинами. Благодаря разности потенциалов на проводниках (например, когда конденсатор присоединен к батарее), электрическое поле проходит через диэлектрик, заставляя положительный заряд (+Q) собираться на одной пластине и отрицательном заряде (-Q) на другой пластине. Если аккумулятор подключен к конденсатору в течение достаточного времени, через конденсатор не может протекать ток. Однако если через выводы конденсатора подается напряжение, может возникать ток смещения.
На практике диэлектрик между пластинами пропускает небольшое количество тока в виде утечки и имеет предел напряженности электрического поля, известный как напряжение пробоя. Однако эффект восстановления диэлектрика после пробоя высокого напряжения может привести к созданию нового поколения самовосстанавливающихся конденсаторов.

#### Сверхпроводящие индуктивные накопители
Система хранения сверхпроводящей магнитной энергии — сверхпроводящий индуктивный накопитель (СПИН) хранит энергию в магнитном поле, создаваемом потоком постоянного тока в сверхпроводящей катушке, которая была охлаждена до температуры ниже её сверхпроводящей критической температуры. Типичная система СПИН включает в себя сверхпроводящую катушку, систему кондиционирования и холодильник. Как только сверхпроводящая катушка заряжена, ток не распадается, и магнитная энергия может храниться бесконечно долго.
Накопленная энергия может быть передана в сеть путем разрядки катушки. Соответствующий инвертор / выпрямитель обеспечивает примерно 2-3 % потерь энергии в каждом направлении. СПИН теряет наименьшее количество электроэнергии в процессе накопления энергии, по сравнению с другими методами хранения энергии.
Из-за энергетических требований охлаждения и стоимости сверхпроводящего провода, СПИН используется для кратковременного хранения, например, для улучшения качества электроэнергии Эта система хранения применяется так же в балансировке сетки.

## Применение

### Мельницы
Классическим применением накопления энергии до промышленной революции было управление водными путями для приведения в действие водяных мельниц для обработки зерна или приводной техники. Сложные системы водохранилищ и плотин были построены, чтобы хранить и выпускать воду (и потенциальную энергию, которую она содержит), когда требуется.

### Домашнее накопление энергии
Домашние системы накопления энергии (СНЭЭ) становятся все более распространенным явлением, благодаря снижающейся стоимости аккумуляторных батарей, солнечной генерации и ветряной генерации электричества и возврастающего потребления электричества домашними хозяйствами, которые активнее используют устройства умного дома. Для хранения энергии в домашних условиях литий-ионные аккумуляторы используются для СНЭЭ, в то время как свинцово-кислотные аккумуляторы используются как правило только в источниках бесперебойного питания.
Одной из наиболее известных домашних СНЭЭ является выпускаемая с 2010-х годов компанией Tesla Motors СНЭЭ Tesla Powerwall. 
Компания Enphase Energy анонсировала интегрированную систему, которая позволяет домашним пользователям хранить, контролировать и управлять электроэнергией. Система сохраняет 1,2 кВт⋅ч энергии и 275 Вт / 500 Вт выходной мощности.
Аккумуляция энергии ветра или солнца с использованием накопителя тепловой энергии, хотя и менее гибкое, значительно дешевле, чем батареи. Простой 52-галлонный электрический водонагреватель может хранить примерно 12 кВт⋅ч энергии для добавления горячей воды или отопления помещения.

### Электросеть и электростанции

#### Накопление возобновляемой энергии
Самый большой запас возобновляемой энергии предоставляется сейчас гидроэлектростанциями. Большое водохранилище около гидроэлектростанции может хранить достаточно воды, чтобы усреднить годовой сток реки между сухим и влажным сезонами. Хотя гидроэлектростанция не накапливает напрямую энергию от прерывистых источников, она уравновешивает энергосистему, удерживая воду, когда энергия генерируется солнечным или ветровым излучением.
Важнейшее направление накопления энергии — гидроаккумулирующие электростанции. Такие регионы, как Норвегия, Уэльс, Япония и США эксплуатируют географические особенности, используя электрические насосы для заполнения резервуаров. При надобности вода проходит через генераторы и преобразует гравитационный потенциал падающей воды в электричество.
Среди видов энергонакопителей, используемых при производстве электроэнергии, следует отметить гидроэлектростанции с насосным накопителем, аккумуляторные батареи, тепловые энергонакопители (включая расплавленные соли), которые могут эффективно хранить и высвобождать очень большое количество тепловой энергии, и хранилища энергии сжатого воздуха, маховики, криогенные системы и сверхпроводящие магнитные катушки.
Избыточная мощность также может быть преобразована в метан (реакция Сабатье) с запасом в сети природного газа.
В 2011 году Администрация энергетики Бонневилля (северо-запад США) разработала экспериментальную программу по поглощению избыточного ветра и гидроэнергии, генерируемых ночью или во время штормовых периодов, сопровождаемых сильными ветрами. При наличии центрального управления бытовые приборы поглощают избыточную энергию, нагревая керамический кирпич в специальных обогревателях до сотен градусов и повышая температуру в резервуарах с подогревом горячей воды. После зарядки приборы обеспечивают отопление дома и подачу горячей воды по мере надобности. Экспериментальная система была создана с учётом последствий сильного шторма 2010 года, который довел ситуация до перепроизводства возобновляемой энергии а такой степени, что все обычные источники энергии были закрыты, или в случае АЭС — редуцированы до минимально возможного рабочего уровня, оставляя большую область почти полностью на возобновляемых источниках энергии.
Ещё один продвинутый метод, который использовался в бывшем проекте Solar Two в Соединенных Штатах и Solar Tres Power Tower в Испании, использует расплавленную соль для хранения тепловой энергии, получаемой от солнца, а затем преобразует её и отправляет в виде электрической энергии. Система перекачивает расплавленную соль через башню или другие специальные трубопроводы, которые нагреваются солнцем. Изолированные резервуары хранят раствор. Электричество производится путем превращения воды в пар, который подается в турбины.

#### Промышленные системы накопления электрической энергии (СНЭЭ)
С уменьшением стоимости литий-ионных батарей, в 2020-х годах существенно вырос объем рынкка промышленных СНЭЭ